# Ronald Brunmayr
Ronald „Ronny“ Brunmayr (* 17. Februar 1975 in Steyr) ist ein ehemaliger österreichischer Fußballspieler und heutiger -trainer.

## Karriere

### Als Spieler
Der Stürmer begann seine Karriere beim SV Garsten. Seine erste Profimannschaft war der SK Vorwärts Steyr. Brunmayrs nächster Verein war der FC Linz. Nach der Fusion mit dem LASK wechselte er zu FK Austria Wien. Nachdem er sich bei der Austria nicht durchsetzen konnte, ging es zum ersten Mal zur SV Ried. Nach erfolgreichen Saisonen blieb er bis 2000 im Innviertel. Von 2000 bis 2003 spielte er sehr erfolgreich beim Grazer AK, mit dem er 2002 Cup- und Supercupsieger wurde sowie Fußballer des Jahres 2001 und das Tor des Jahres (Publikumswahl) 2001 erzielte. 2003 wechselte der Stürmer zum Lokalrivalen SK Sturm Graz, wo er aber nicht die erhofften Leistungen bringen konnte. Nach 2 neuerlichen Saisonen bei der SV Ried (2005/06 und 2006/07) wechselte er zur Sommerpause 2007 zum zweitklassigen FC Kärnten. Von 2008 bis 2011 spielte Brunmayr beim derzeit drittklassigen FC Pasching und wechselte in der Winterpause 2010/11 zu seinem ehemaligen Ausbildungsverein, dem SV Garsten, wo er im Sommer 2012 seine Karriere beendete.
Brunmayr spielte acht Mal im österreichischen Nationalteam und erzielte ein Tor. Sein Debüt gab er am 16. August 2000 in Budapest beim 1:1 gegen Ungarn.

### Als Trainer
Von 2012 bis 2015 trainierte Brunmayr in der AKA Linz. Im Sommer 2015 wurde er Trainer der drittklassigen Spielgemeinschaft FC Pasching/LASK Juniors, die 2017 in LASK Juniors OÖ umbenannt wurde. Mit den Juniors OÖ stieg er 2018 in die 2. Liga auf, wo man fortan als FC Juniors OÖ mit einer eigenständigen Mannschaft antrat.
In der Winterpause der Saison 2018/19 kehrte Brunmayr in die AKA Linz zurück. Zur Saison 2019/20 wechselte er wieder, als Co-Trainer von Gerald Scheiblehner, zu den Juniors OÖ. In der Winterpause jener Saison verließ er die Juniors OÖ wieder. Im Jänner 2020 wurde er Trainer des FC Blau-Weiß Linz. Mit den Linzern gelang ihm in der Saison 2020/21 der größte Erfolg der Vereinsgeschichte, Blau-Weiß wurde erstmals Zweitligameister, mangels Lizenz stieg man allerdings nicht in die Bundesliga auf. Nach dem Meistertitel verließ Brunmayr Blau-Weiß zur Saison 2021/22 nach eineinhalb Jahren und wurde Co-Trainer von Oliver Glasner in Deutschland beim Bundesligisten Eintracht Frankfurt. Mit Eintracht Frankfurt gewann er am 18. Mai 2022 die UEFA Europa League 2021/22.
Als Oliver Glasner im Februar 2024 zu Crystal Palace in die Premier League wechselte, folgte ihm auch Brunmayr nach England.

## Erfolge
Als Spieler
- 1 × Österreichischer Pokalsieger: 2002 (GAK)
- 1 × Österreichischer Supercupsieger: 2002 (GAK)
- 1 × Meister 2. Division: 1996
- 1 × Österreichischer Fußballer des Jahres: 2001
- 1 × Österreichischer Torschützenkönig: 2002 mit 27 Toren

Als Trainer
- Zweitligaaufstieg mit den LASK Juniors OÖ 2018
- Meister der 2. Liga: 2021 (mit BW Linz)
- Sieger der UEFA Europa League 2021/22 mit Eintracht Frankfurt